# Kubrat Pulew
Kubrat Wenkow Pulew (buł. Кубрат Венков Пулев; ur. 4 maja 1981) – bułgarski bokser. Wielokrotny amatorski mistrz kraju w wadze ciężkiej i superciężkiej, a także mistrz Europy w wadze superciężkiej z 2008. W 2009 przeszedł na zawodowstwo. Były mistrz Europy EBU w wadze ciężkiej, aktualny mistrz WBA Regular. Jest starszym bratem Terwela Pulewa.

## Kariera amatorska
Seniorską karierę zaczął w wadze półciężkiej (do 81 kg). W 2001 przeszedł do wagi ciężkiej (91 kg), w której był trzykrotnie mistrzem Bułgarii (2001, 2003, 2004). Na mistrzostwach świata nie odnosił jednak sukcesów. W 2001 przegrał w ćwierćfinale z Sułtanem Ibragimowem, a w 2003 w 1. rundzie z Odlanierem Solísem.
Następnie przeszedł do wagi superciężkiej, w której dwa razy zdobył krajowy czempionat (2005, 2008). W 2005 na mistrzostwach świata w Mianyang zdobył brązowy medal, przegrywając w walce o finał z Solísem (11:25). Sukcesu tego nie udało mu się powtórzyć dwa lata później w Chicago, gdy w 3. rundzie wyeliminował go Roberto Cammarelle (5:12).
W 2008 zakwalifikował się na igrzyska olimpijskie w Pekinie, jednak niespodziewanie odpadł z turnieju już po pierwszej walce przeciwko Kolumbijczykowi Óscarowi Rivasowi (5:11). Trzy miesiące później osiągnął największy sukces w amatorskiej karierze, gdy w Liverpoolu został mistrzem Europy w wadze superciężkiej. W finale pokonał na punkty (9:2) Rosjanina Dienisa Siergiejewa.
W 2009 roku w Mediolanie, w swoim piątym występie na mistrzostwach świata dotarł jedynie do ćwierćfinału, w którym ponownie uległ Cammarelle (6:12).

## Kariera zawodowa
Walka z Cammarelle była ostatnią w amatorskiej karierze Pulewa. Tydzień później, 19 września 2009 stoczył w Niemczech swój pierwszy zawodowy pojedynek. Na początkowym etapie profesjonalnej kariery Bułgar odniósł zwycięstwa, m.in. nad trzema byłymi zawodowymi mistrzami Europy: Mattem Skeltonem (2010), Paolo Vidozem (2010) i Jarosławem Zawrotnym (2011), a także nad Amerykaninem Travisem Walkerem w walce o pas IBF International (2011).
5 maja 2012 w niemieckim Erfurcie niepokonany Pulew zmierzył się o wakujące mistrzostwo Europy z Alexandrem Dimitrenko. Bułgar zdobył tytuł, nokautując rywala w 11. rundzie. 29 września 2012 obronił pas, wygrywając przez nokaut z niepokonanym wcześniej Rosjaninem Aleksandrem Ustinowem. Stawką walki była ponadto pozycja pretendenta nr 1 do mistrzostwa świata IBF.
24 sierpnia 2013 w Mecklenburg-Vorpommern pokonał jednogłośnie na punkty Tony Thompsona.
14 grudnia 2013 na gali w Neubrandenburgu Pulew obronił interkontynentalny tytuł federacji IBF, pokonując  przez techniczny nokaut w czwartej rundzie Amerykanina Joeya Abella.
15 listopada 2014 przegrał przez nokaut  w 5 rundzie walkę o tytuł mistrza świata federacji IBF w wadze ciężkiej z Władimirem Kliczko. Bułgar czterokrotnie był liczony.
27 października 2018 w Sofii pokonał jednogłośnie na punkty Hughie Fury'ego (21-2, 11 KO).
14 grudnia 2023 w Costa Mesie pokonał jednogłośną decyzją sędziowską Andrzeja Wawrzyka. 7 grudnia 2024 roku na gali w Sofii pokonał jednogłośnie na punkty Manuela Charra (34-5, 16 KO), dzięki czemu wywalczył pas WBA Regular.

## Osiągnięcia
Boks zawodowy:
- 2012- : mistrz Europy EBU w wadze ciężkiej
- 2011- : międzynarodowy mistrz IBF w wadze ciężkiej

Boks amatorski:
- 2008: Mistrzostwa Europy − 1. miejsce w wadze superciężkiej
- 2008: Mistrzostwa Bułgarii − 1. miejsce w wadze superciężkiej
- 2006: Mistrzostwa Europy − 3. miejsce w wadze superciężkiej
- 2005: Mistrzostwa Świata − 3. miejsce w wadze superciężkiej
- 2005: Mistrzostwa Unii Europejskiej − 2. miejsce w wadze superciężkiej
- 2005: Mistrzostwa Bułgarii − 1. miejsce w wadze superciężkiej
- 2004: Mistrzostwa Unii Europejskiej − 1. miejsce w wadze ciężkiej
- 2004: Mistrzostwa Bułgarii − 1. miejsce w wadze ciężkiej
- 2003: Mistrzostwa Bułgarii − 1. miejsce w wadze ciężkiej
- 2001: Mistrzostwa Bułgarii − 1. miejsce w wadze ciężkiej
- Puchar Strandża − 1. miejsce 2002, 2005, 2006, 2008